# Ausdauerndes Sandglöckchen
Das Ausdauernde Sandglöckchen (Jasione laevis), auch als Ausdauernde Sandrapunzel bezeichnet, ist eine Pflanzenart aus der Gattung der Sandrapunzeln (Jasione) innerhalb der Familie der Glockenblumengewächse (Campanulaceae).

## Beschreibung

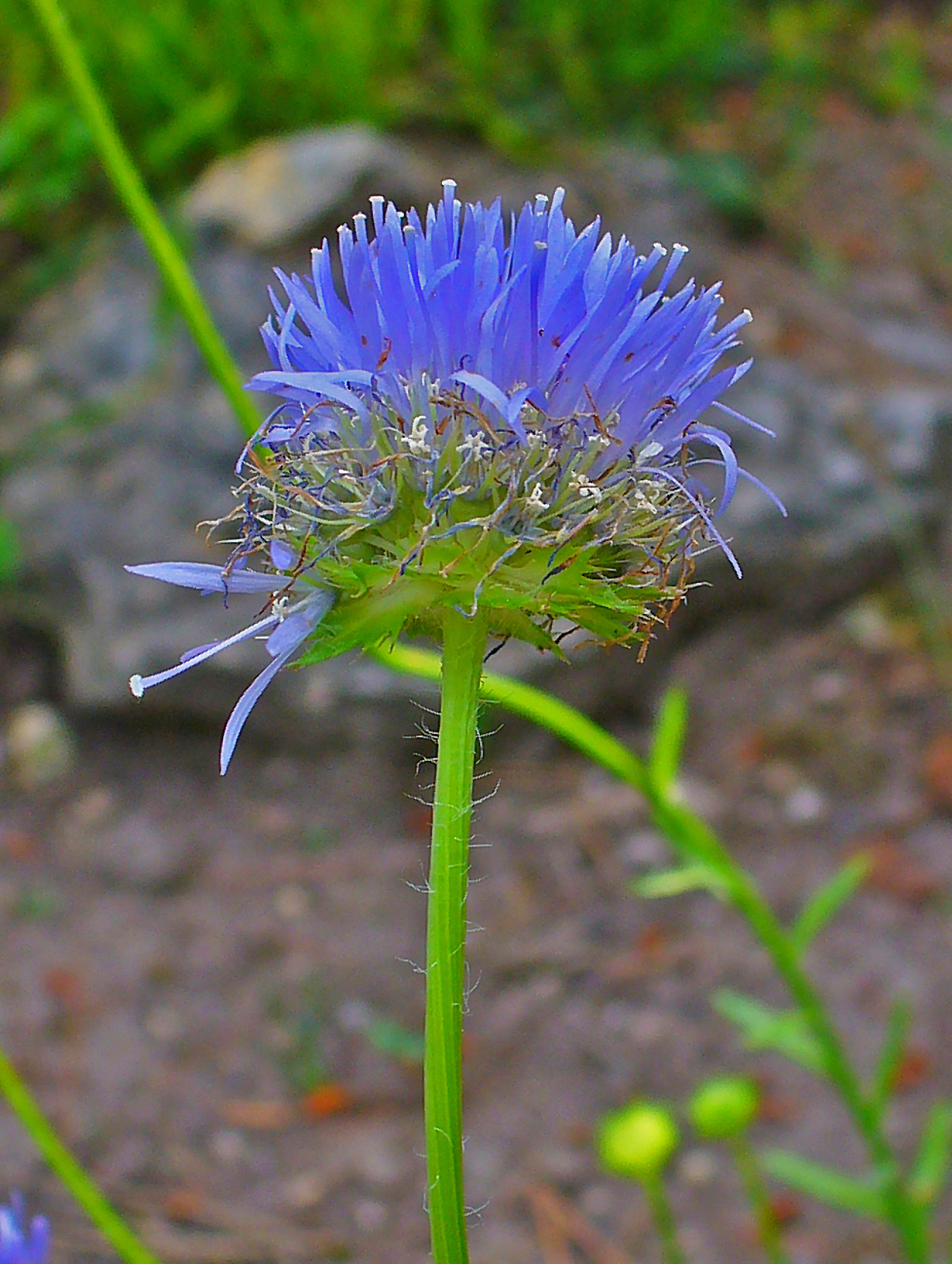
Blütenstand von der Seite und Indument

### Vegetative Merkmale
Das Ausdauernde Sandglöckchen ist eine ausdauernde krautige Pflanze und erreicht Wuchshöhen von 25 bis 60 Zentimetern. Es bildet Ausläufer (Stolonen) und zahlreiche sterile Blattrosetten. Die Stängel sind aufrecht und wenig verzweigt. Die Laubblätter sind flach, länglich-lanzettlich, ganzrandig oder schwach gezähnt. Sie sind gewimpert und zerstreut langhaarig. Die unteren Blätter sind mit stielartig verschmälertem Grund sitzend, sie oberen sind mit abgerundeten Grund sitzend.

### Generative Merkmale
Die Blüten sind in einem langgestielten, endständigen, kugeligen, 25 bis 30 Millimeter breiten Köpfchen angeordnet. Die Hüllblätter sind breit dreieckig-rundlich, grob und scharf gezähnt und besonders gegen den Grund hin kraus behaart. Die Kelchzipfel sind pfriemlich, kahl und 1,5 bis 3 Millimeter lang. Die zwittrigen Blüten sind fünfzählig mit doppelter Blütenhülle. Die Kronblätter sind blaulilafarben und 12 bis 15 Millimeter lang. Die Griffel ragen weit aus der Blüte heraus. Die Fruchtform ist kapselartig, während der Blütenstand traubenartig angeordnet ist.
Die Chromosomengrundzahl beträgt x = 6; es wurden Chromosomenzahlen 2n = 12, 24, 48 oder 60 ermittelt.

## Ökologie
Beim Ausdauernden Sandglöckchen handelt es sich um einen Hemikryptophyten. Es überwintert grün mit Überwinterungsknospen über der Erdoberfläche.

## Vorkommen
Das Ausdauernde Sandglöckchen ist atlantisch bis submediterran verbreitet. Es wächst in Europa im Kontinentalitätsgefälle bevorzugt in Küstennähe. Sein Verbreitungsgebiet umfasst Südwest- und Mitteleuropa (Portugal, Spanien, Frankreich, Belgien und Deutschland). In Deutschland kommt es nur im südlichen und östlichen Baden-Württemberg und in im südöstlichen Rheinland-Pfalz vor. Die Art ist in der Stufe 3 – „Gefährdet“ auf der Roten Liste eingeordnet. Sie steigt in Baden-Württemberg am Feldberg bis 1400 Meter Meereshöhe auf. Auf der Iberischen Halbinsel kommt die Art zwischen 1330 und 2600 Meter Meereshöhe vor.
Das Ausdauernde Sandglöckchen siedelt vor allem in Zwergstrauchheiden und Borstgrasrasen (Violion caninae Schwick. 1944). Als Pionierpflanze besiedelt es besonders lückige Stellen an Böschungen oder an Wegrändern. Es gedeiht am besten auf stickstoffarmen, basenarmen, mäßig sauren bis sauren, kalkarmen Böden.

## Systematik
Die Erstveröffentlichung von Jasione laevis erfolgte 1779 durch Jean Baptiste de Monnet de Lamarck in Flore Françoise, ou Descriptions Succinctes de Toutes les Plantes qui Croissent Naturellement en France... Band 2 Seite 3. Synonyme für Jasione laevis Lam. sind: Jasione montana var. perennis L. f., Jasione perennis (L. f.) Lam., Jasione pygmaea (Gren. & Godr.) Timb.-Lagr., Ovilla perennis (L. f.) Bubani, Jasione pyrenaica Sennen, Jasione bialis Sennen, Jasione tajae Sennen, Jasione laevis var. pygmaea (Gren. & Godr.) O.Bolòs & Vigo, Jasione laevis subsp. gredensis Rivas Mart. & Sancho.
Von Jasione laevis gibt es zwei Unterarten:
- Jasione laevis subsp. carpetana (Boiss. & Reut.) Rivas Mart.: Sie kommt in Spanien vor.[9]
- Jasione laevis Lam. subsp. laevis.

## Verwendung
Im deutschen Handel wird die Sorte Jasione laevis (‘Blaulicht’) unter der Bezeichnung „Blauköpfchen“ meist zur Verwendung in Steingärten angeboten.